# استان زئیر
زئیر (به پرتغالی: Zaire، فرانسوی: Zaïre، Kongo: Nzadi ) یکی از ۱۸ استان آنگولا است. این کشور ۴۰٬۱۳۰ کیلومتر مربع (۱۵٬۴۹۰ می مربع) را در شمال غرب کشور اشغال کرده و در سال ۲۰۱۴ ۵۹۴٬۴۲۸ نفر جمعیت داشته است. از غرب با اقیانوس اطلس، از شمال با جمهوری دموکراتیک کنگو، از شرق با استان اویژ، و از جنوب با استان بنگو هم مرز است.

#### تاریخ
مردم کنگو (یا باکونگو) در اواسط قرن سیزدهم دره رودخانه کنگو (یا زئیر) را اشغال کردند و پادشاهی کونگو را تشکیل دادند که از سال ۱۳۹۰ تا سال ۱۸۹۱ به عنوان یک کشور مستقل وجود داشت و تا سال ۱۹۱۴ به عنوان یک دولت وازال پادشاهی پرتغال. در سال ۱۹۱۴ سلطنت کنگو پس از سرکوب چند شورش توسط پرتغالی ها لغو شد. آنگولا پرتغالی از سال ۱۸۸۵ منطقه کنگو را شامل می شد که در سال ۱۹۱۹ به ترتیب شمال و جنوب رودخانه کنگو/زئر به مناطق کابیندا و زئیر تقسیم شد. در طول جنگ استقلال آنگولان ۱۹۶۱–۱۹۷۴ بخش بزرگی از باکونگو به جمهوری زئیر گریختند. بسیاری از این پناهندگان و فرزندانشان پس از توافق آلور استقلال آنگولان را به رسمیت شناختند، بازگشتند.

#### آثار

###### آثار تاریخی و فرهنگی شامل:
موزه مولومبیمبی: خانه پادشاه باستان در م بانزا کنگو.
یالا نکو (درخت نیرو یا خون): مکانی که پادشاه کنگو در آن احکام را اجرا می کرد.
ویرانه های کلیسای جامع: اولین کلیسای آنگولا که در سال ۱۴۹۱ ساخته شد. مورد بازدید پاپ ژان پل دوم قرار گرفت.
بنادر ریکو و پیندا: آن ها به عنوان بنادر برای صادرات بردگان خدمت می کردند.
پونتا دو پادرائو: اولین بندری که در سال ۱۴۸۲ برای کشف آنگولا توسط دیگو کاو  به پرتغالی ها خدمت کرد.

#### جغرافیا
مبنزاکنگو (سابقاً سائو سالوادور دو کنگو) مرکز استان است. این شهر در حدود ۴۸۱ کیلومتری (۲۹۹ می) لواندا و ۳۱۴ کیلومتری اویژ واقع شده است.

##### شهرداری
استان کوآنزا شمالی شامل شش (۶) شهرداری (municípios):
- کویمبا
- مبنزاکنگو
- نوکیو کمونی
- نزتو
- سويو
- تومبوکو

#### کمون ها
استان کوآنزا شمالی شامل کمون های زیر (کوموناس)؛ مرتب سازی شده توسط شهرداری های مربوط خود را:
شهرداری کویمبا: – بوئلا, کویمبا, لوواکا , سرا دا کاندا (کاندا )
شهرداری ام بانزا کنگو: – کالوکا, کیند(کویند), لووو, مادیمبا, نکالمباتا (کالامباتا)
نوکوی شهرداری: – لوفیکو, امپالا لامبو, نوکوی
شهرداری نزیتو: – کیندجی (کویندجه) , لوژ (کیبالا نورته یا لوگ-کیبالا، موسرا، نزیتو
شهرداری سایو: - کلو (کوئلو)، حرا بزرگ، سنگ طلسم، سویو، سومبا
شهرداری تومبوکو: – کیکسیمبا (کوینسیمبا)، کینزو (کوئینزو)، تومبوکو

#### جغرافیای فیزیکی
استان زئر دو فصل دارد: از آبان تا مه، فصل بارانی؛ و از ژوئن تا اکتبر، فصل خشک. انواع آب و هوای عمدتاً استان آب و هوای مرطوب گرمسیری و نیمه خشک است. دما در منطقه بین ۲۴ تا ۲۶ درجه سانتی گراد متفاوت است.
جانوران و فلور منطقه بسیار متنوع، با ساوانا و جنگل های بارانی متراکم است. رودهای اصلی استان زئیر از این قرارند: کنگو، مبریج، لوفونده، زادی، کویلو و بوئنگا.

#### جمعیت
زبان ملی که در این استان صحبت می شود کیکونگو و گروه قومی عمدتاً در منطقه باکونگو است.
بر اساس داده های اولیه سرشماری عمومی جمعیت و مسکن که در ماه مه ۲۰۱۴ انجام شد، استان زئر در حال حاضر ۵۶۷٬۲۲۵ نفر جمعیت دارد که متناظر با ۲٫۳ درصد جمعیت آنگولان است. در این استان ۲۸۵٬۳ زن و ۲۸۱٬۸۹۲ مرد ساکن هستند که ۲۶٫۱٪ از جمعیت ساکن در مناطق روستایی و اکثریت، ۷۳٫۹٪ در مناطق شهری زندگی می کنند. داده ها همچنین به تراکم جمعیتی ۱۵ نفر در هر کیلومتر مربع (۳۹/می مربع) اشاره می کنند.

#### سیاست
دولت استان زئر متشکل از فرماندار خوزه جوآنا آندره، و ۳ معاون فرماندار است. آنجلا ماریا بوتلیو د کاروالیو دیوگو معاون فرماندار حوزه خدمات فنی و زیرساخت ها است؛ آلبرتو ماریا سابینو معاون فرماندار بخش اقتصادی است؛ و روجریو ادواردو زابیلامعاون فرماندار در بخش سیاسی و اجتماعی است.

#### صنایع
نفت
- معدن کاری: آسفالت، آهن، فسفات، سرب، روی
- کشاورزی: آجیل بادام هندی، کاساوا، روغن کرچور، مرکبات، قهوه، ماسامبالا، روغن نخل، آناناس، بادام زمینی، برنج، سویا، سیب زمینی شیرین
- گاوداری
- ماهیگیری
- تولید مصالح ساختمانی
- سپرده ها: طلا، نقره، الماس

#### حمل
فرودگاه
استان زئیر توسط سه فرودگاه خدمت می شود. فرودگاه سويو و فرودگاه مبانزا کنگو باندها و پروازهای منظم به لواندا را هموار کرده اند. فرودگاه ان زتو دارای باند چمن استریپ است و برای پروازهای خصوصی مورد استفاده قرار می گیرد.
فرهنگ
جشن های شهر در 25 ژوئیه در مبنزاکنگو کنگو و در 5 آوریل در سویو برگزار می شود.
غذاهای معمولی استان عبارتند از ساکافولها (تهیه شده با برگ کاساوا)، غذاهای تهیه شده با ماهی تازه و خشک همراه با قارچ شکلات، و غذاهای با گوشت شکار.

#### گردشگری
استان زئیر دارای چندین نقطه مورد علاقه طبیعی است، یعنی:
- سنگ طلسم در سويو .
- خلیج موسرا در ۵۶ کیلومتری (۳۵ می) از N'Zeto: برای حمام کردن و ورزش های آبی استفاده می شود.
- ساحل سيرنس در سويو .
- ساحل فقرا، واقع در یک منطقه نخست از شهر سویو، در ساحل چپ رودخانه زئر.
- کنگو رودخانه دهان.
- آبشار رودخانه Mbdrige در Soyo: استفاده می شود به قایقرانی و قایقرانی.
- کانال پولو در کواندا.
- کانال کیمبومبا، واقع در ۲ کیلومتری (۱٫۲ می) شرق وایو.
- غارهای زاو اووا در ۸۰ کیلومتری ام بانزا کنگو.
- غارهای سنگا.